# Mijdrecht
Mijdrecht est un village situé dans la commune néerlandaise de De Ronde Venen, dans la province d'Utrecht. Le 1er janvier 2007, le village comptait 16 842 habitants.
Mijdrecht a été une commune indépendante jusqu'au 1er janvier 1989. À cette date, Mijdrecht fusionne avec Wilnis et Vinkeveen en Waverveen pour former la nouvelle commune de De Ronde Venen.

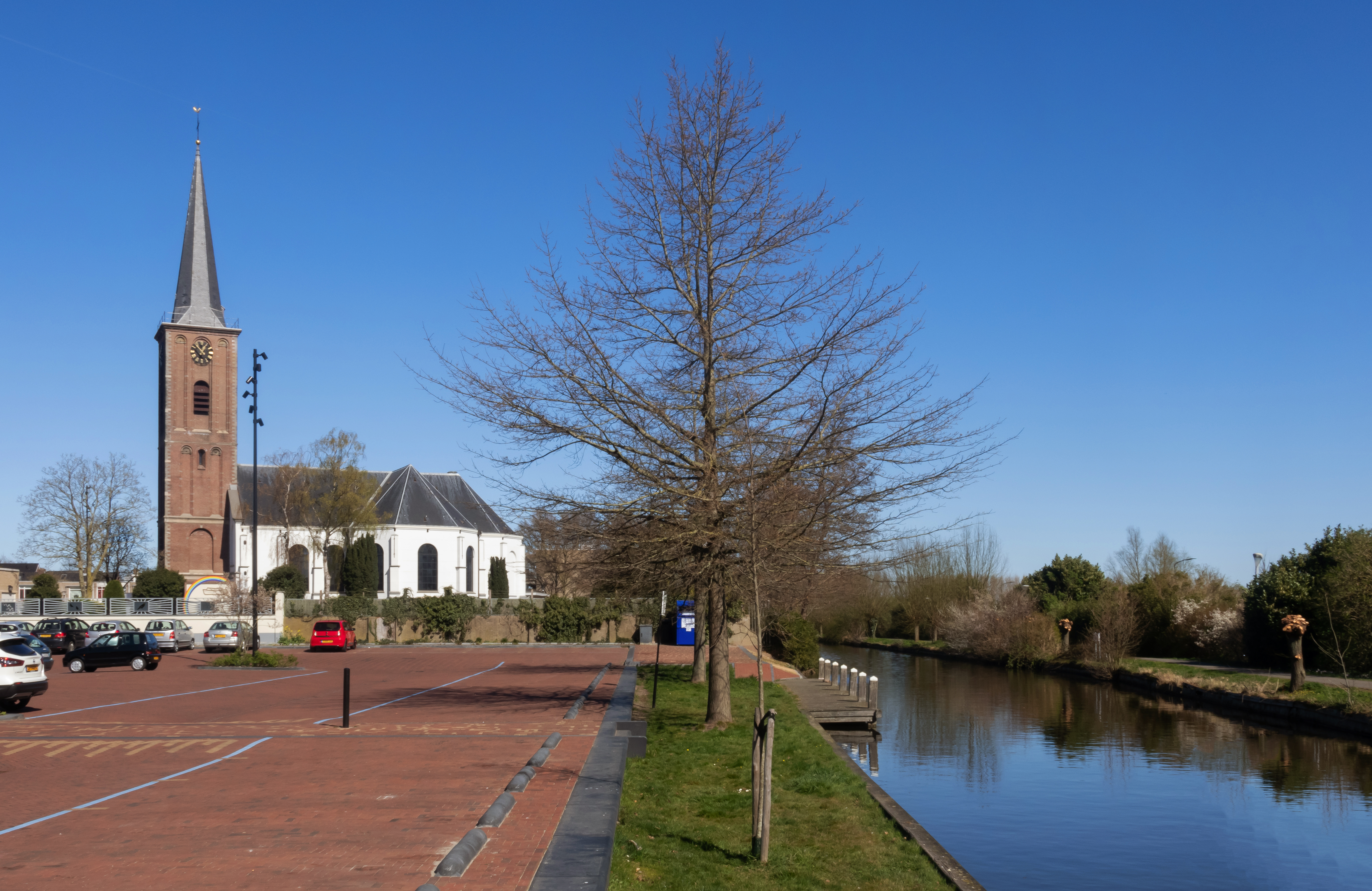
Mijdrecht, l'église (Janskerk)